# Refugio naval Bahía Dorian
El refugio naval Bahía Dorian es un refugio antártico de Argentina ubicado en la punta Damoy, de la bahía Dorian en la isla Wiencke del archipiélago Palmer. Instalado el 23 de febrero de 1953, está administrado por la Armada Argentina.

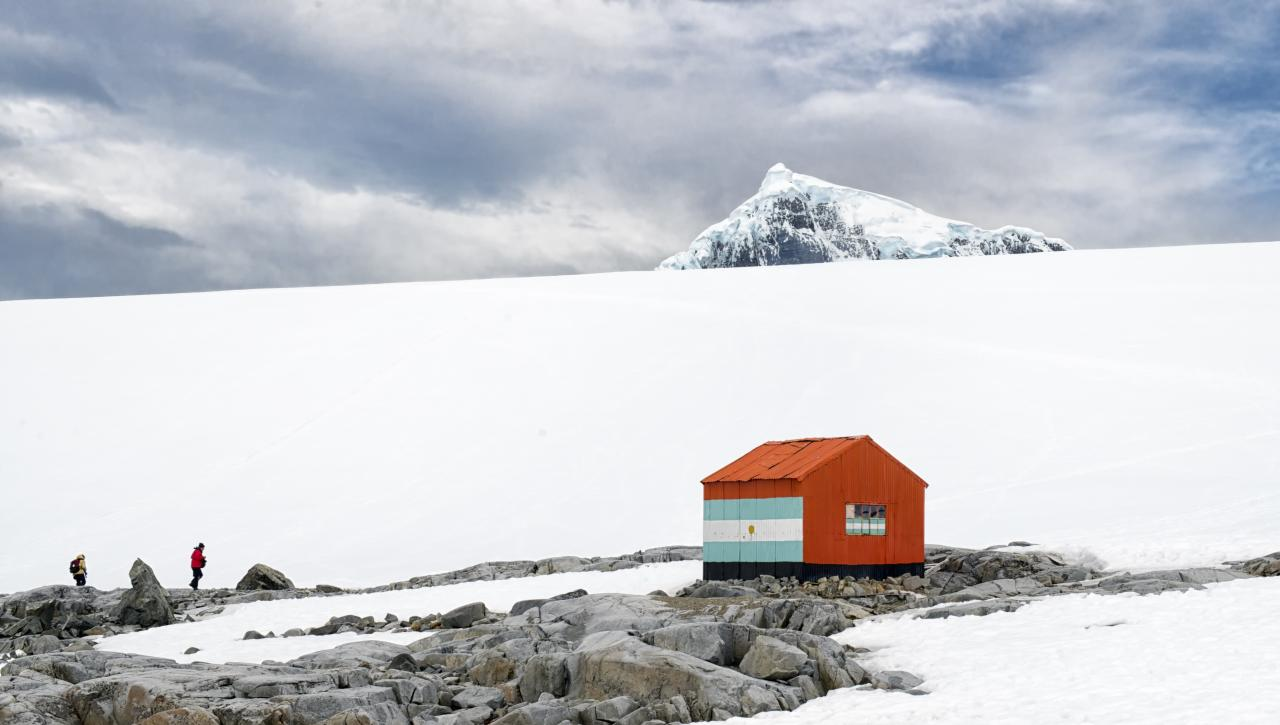
El refugio en 2013.

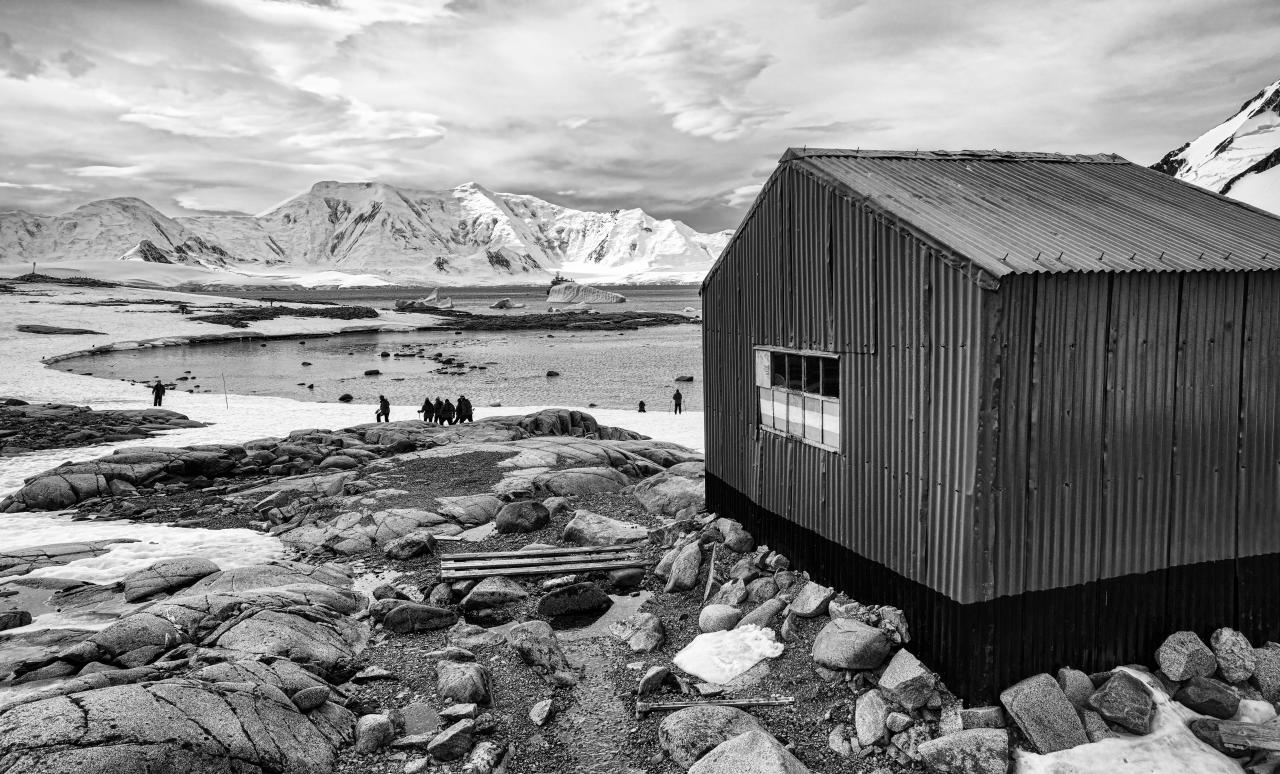
El refugio y sus alrededores.

El refugio consiste en una pequeña barraca metálica con un almacén con provisiones para tres personas durante tres meses. y fue refaccionado en 2011. Se realizaron tareas de mantenimiento, reparación y conservación de las instalaciones para ser usadas como apoyo de investigaciones científicas. Algunas de las tareas científicas se han realizado desde la cercana base Brown.
El refugio también recibe el nombre de «cabaña de la bahía Dorian» y se halla a 25 metros de la Cabaña de Punta Damoy, que el Reino Unido construyó en 1975, y fue designado como sitio y monumento histórico en 2009. Ocupa una superficie de 12 metros cuadrados y se ha usado como refugio de emergencia. A los turistas que visitan la isla se les recomienda sólo acceder a la cabaña en casos de emergencia.
Desde el refugio se han realizado transmisiones de radioaficionados en 2009.